# Østlige Finske Bugt Nationalpark
Østlige Finske Bugt Nationalpark (finsk: Itäisen Suomenlahden kansallispuisto (finsk: Itäisen Suomenlahden kansallispuisto, svensk: Östra Finska vikens nationalpark) er en nationalpark i Finske Bugt i landskabet Kymmenedalen i Finland. Den blev etableret i 1982 og har et areal 6,7 km2 på land. Parken består udelukkende af små (under 1 km2) øer og holme, hvoraf nogle er skovbevoksede, for det meste fyrretræer.
De fleste af øerne er træløse klipper med kyster præget af rapakivi-granitten
Nationalparken er kendt for sin akvatiske fuglefauna. De mest almindelige vandfugle er stor skallesluger og troldand.wor Andre fugle, herunder alk og tejst, yngler på parkens beskyttede øer.